# 寮頂村
23°34′15.7″N 120°25′36.6″E / 23.571028°N 120.426833°E
寮頂村是中華民國臺灣嘉義縣民雄鄉的一個行政村。位於民雄鄉主要街面的東方，聚落西側有國道一號通過，是以農田景觀為主的村落。舊名寮仔廍或頂寮，係源自早年糖業。村內無教育設施，建有三主宮、觀音禪寺及福安祠等廟宇。

## 聚落歷史
寮頂村舊名「寮仔廍」或｢頂寮」，相傳本地原是荒野，先民開墾到此處後，在地勢較高凸之處搭建草寮居住，之後種植甘蔗並設立糖廍，因西面也有設立另一個寮廍（下寮廍），為方便做區別，而將此區稱為「頂寮廍」，後來糖廍停止運之作後就簡稱做｢頂寮」。

## 教育
頂寮村內目前無設立國中小，國小學區畫入中樂村的嘉義縣民雄鄉民雄國民小學；國中學區則畫入西安村的嘉義縣立民雄國民中學。

## 文化資產
- 國家廣播文物館
  - 中央廣播電台民雄分臺日式招待所（歷史建築）
  - 中央廣播電台民雄分臺廣播文物館（歷史建築）
  - 中央廣播電台民雄分臺日式宿舍區（歷史建築）

## 廟宇
1. 三主宮：主祀神明為觀音佛祖，建立於西元1976年，根據廟方紀錄，本廟原是本村內的寧福寺（現今名為觀音禪寺），後來因為發生不明嫌隙，主事者乃將奉祀神明遷移到現址建立廟宇，並經由神明指示賜名為三主宮[3]。
2. 觀音禪寺：建立於1661年。當地傳說於明鄭時期，一位漁民隨開拓隊伍來到打貓堡（民雄鄉舊稱），經過寮仔廍時，他的擔索突然斷裂，且經幾次修理後仍然擔起又斷，他想起擔籠內有一尊觀音佛祖，猜測佛祖可能想定居此地護佑百姓，在擲筊杯請示後，確認得到佛祖應允，乃安置此地，命名為觀音亭。現今主祀神明為釋迦牟尼佛[4]。
3. 福安祠：主祀神明為大眾爺公[5]。